# Furcifer nicosiai
Furcifer nicosiai is een  hagedis uit de familie kameleons (Chamaeleonidae).

## Taxonomie en naamgeving
Furcifer nicosiai werd in 1999 voor het eerst wetenschappelijk beschreven door Riccardo Jesu, Fabio Mattioli en Giovanni Schimmenti. Zij baseerden hun beschrijving op specimen die in februari en maart 1997 tijdens de regentijd waren verzameld. De soortaanduiding nicosiai is een eerbetoon aan Guido Nicosia, de Italiaanse ambassadeur in Madagaskar van 1996 tot 1999.

## Uiterlijke kenmerken
Furcifer nicosiai is een relatief grote kameleon met een hoge rugkam. Hij heeft veel uiterlijke overeenkomsten met de wrattenkameleon (F. verrucosus) en is net als hem seksueel dimorf. Furcifer nicosiai is echter kleiner, heeft een afwijkend kleurenpatroon en een anders gevormde hemipenis.

## Verspreiding en habitat

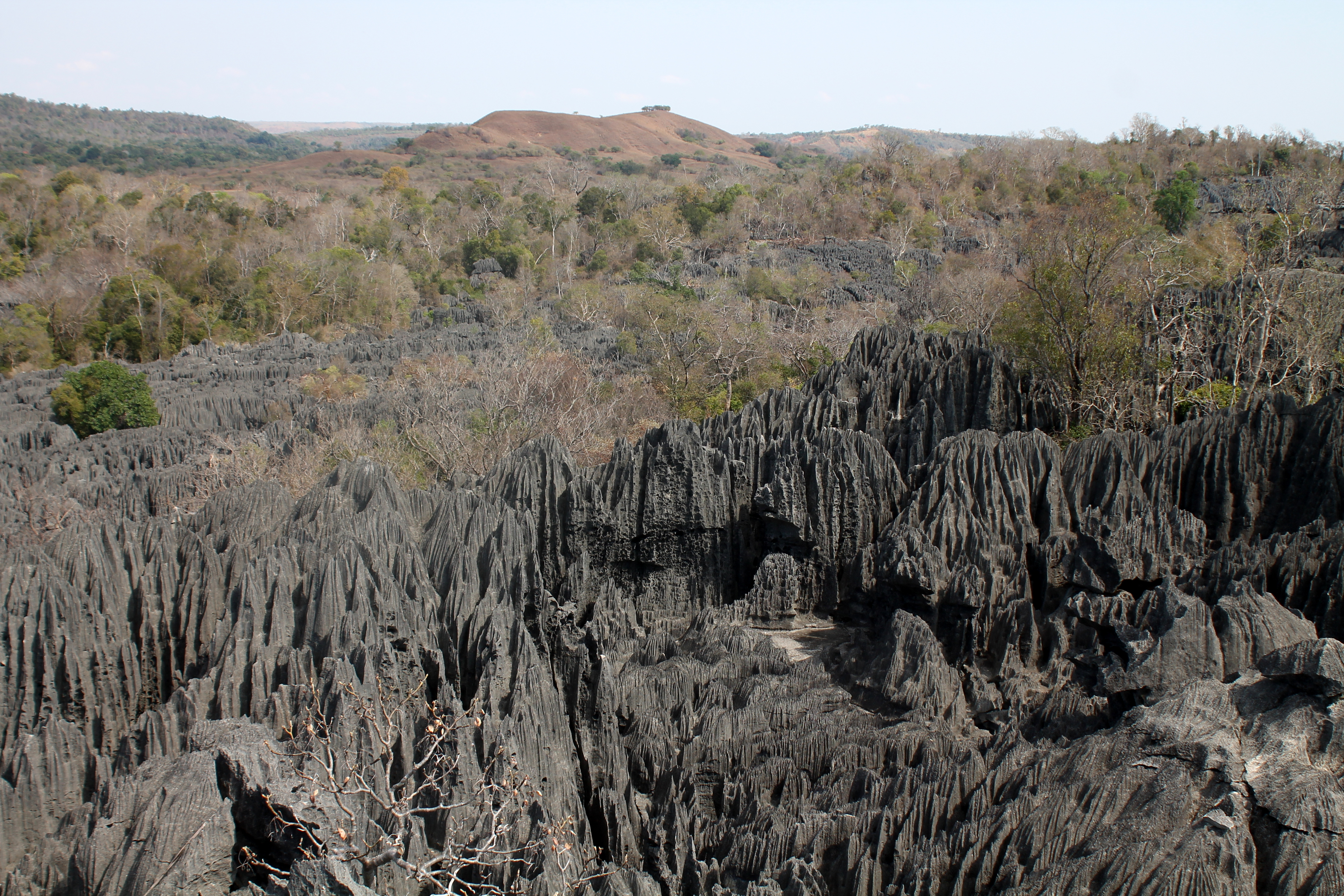
Het karstlandschap van de Tsingy de Bemaraha is het leefgebied van Furcifer nicosiai.

De kameleon is endemische op het Afrikaanse eiland Madagaskar en is enkel aangetroffen in de omgeving van Tsingy de Bemaraha. Het verspreidingsgebied van Furcifer nicosiai bestaat uit een klein gebied in Melaky, een westelijke regio van Madagaskar. 
Het gebied wordt in het zuiden begrensd door de rivier de Manambolo en is grotendeels gelegen in het reservaat Tsingy de Bemaraha. Mogelijk reikt het gebied noordelijker dan de reservaatgrenzen. De kameleon leeft voornamelijk in het karstlandschap van het gebied en is er aangetroffen op een hoogte van 57 tot 571 meter boven zeeniveau. Het leefgebied van Furcifer nicosiai wordt bedreigd door habitatverlies door houtkap en destructieve landbouwmethodes. De soort is als 'bedreigde soort' opgenomen op de Rode Lijst van de IUCN.